# 110743 Hirobumi
110743 Hirobumi este un asteroid din centura principală de asteroizi.

## Descriere
110743 Hirobumi este un asteroid din centura principală de asteroizi. A fost descoperit pe 18 octombrie 2001 la Kuma Kogen de Akimasa Nakamura. Asteroidul prezintă o orbită caracterizată de o semiaxă mare de 2,61 ua, o excentricitate de 0,06 și o înclinație de 3,8° în raport cu ecliptica.